# Stará Ves (ort i Tjeckien, lat 49,96, long 17,24)
Stará Ves är en ort i Tjeckien. Den ligger i den östra delen av landet, 200 km öster om huvudstaden Prag. Stará Ves ligger 641 meter över havet och antalet invånare är 532.
Terrängen runt Stará Ves är kuperad åt nordväst, men åt sydost är den platt. Runt Stará Ves är det ganska tätbefolkat, med 149 invånare per kvadratkilometer. Närmaste större samhälle är Šumperk, 19,0 km väster om Stará Ves. I omgivningarna runt Stará Ves växer i huvudsak blandskog.